# Округ Ли (Ајова)
Округ Ли (енгл. Lee County) је округ у америчкој савезној држави Ајова.

## Демографија
По попису из 2010. године број становника је 35.862, што је 2.19 (-5,8%) становника мање 2000. године.
| Група             | 2000.          | 2010.          |
| Белци             | 35.401 (93,0%) | 32.833 (91,6%) |
| Афроамериканци    | 1.066 (2,8%)   | 1.118 (3,1%)   |
| Азијати           | 150 (0,4%)     | 183 (0,5%)     |
| Хиспаноамериканци | 902 (2,4%)     | 1.092 (3,0%)   |
| Укупно            | 38.052         | 35.862         |